# Zbigniew Turek
Zbigniew Turek, Pseudonym Adam Śreżoga (* 1917; † 1997) war ein polnischer Dichter. Sein wohl bekanntestes Gedicht heißt Runą (dt. „Sie werden fallen“) und wurde einst fälschlicherweise Czesław Miłosz zugeschrieben.

## Runą
Das vierstrophige Gedicht erschien 1939 in dem Magazin Czerwony Sztandar (Rote Fahne). Oberflächlich lobpreist es den Stalinismus. Unterschwellig lobt es indes keineswegs Josef Stalin, sondern kritisiert, an der Zensur vorbei, durch eine versteckte Lesart die Sowjetische Besetzung Ostpolens und huldigt der Freiheit des polnischen Volkes.

## Lesarten
Werden die Strophen von oben nach unten gelesen (1-2-3-4), ehren sie Stalin. Werden sie indes neu angeordnet und von links nach rechts gelesen (1-3-2-4), kritisiert das Gedicht eindeutig das Sowjetregime.
Eine offizielle, deutschsprachige Übersetzung in Versform erweist sich aufgrund der sprachlichen Finesse der polnischen Sprache als schwierig und liegt bislang nicht vor.